# Pseudogerda intermedia
Pseudogerda intermedia là một loài chân đều trong họ Desmosomatidae. Loài này được Hult miêu tả khoa học năm 1936.